# شهرستان طالقان
شهرستان طالقان به مرکزیت طالقان، یکی از شهرستان‌های استان البرز در کشور ایران است. شهرستان طالقان از شمال با استان مازندران، از شمال‌غربی با منطقه الموت، از جنوب با شهرستان ساوجبلاغ، از جنوب غربی با فشگلدره و شهرستان آبیک همجوار است.
منطقه کوهستانی طالقان در ۹۰ کیلومتری شهر کرج قرار گرفته است. این ناحیه زیستگاه حیات وحش و گونه‌های متنوع گیاهی است که واجد ارزش‌های تفرجگاهی هستند. منطقه طالقان به غیر از آثار ارزشمند طبیعی که در خود جای داده است، اماکن زیارتی و تاریخی ارزشمندی نیز دارد که بر جاذبه‌های آن می‌افزایند. این ناحیه قبل از تشکیل استان البرز جزئی از استان تهران بوده است و فاصله آن با شهر تهران ۱۳۳ کیلومتر می‌باشد.

## تقسیمات کشوری

نقشه طالقان، ترسیم غفاری، ۱۳۴۰

شهرستان طالقان از دو بخش مرکزی و بالاطالقان و از ۴ دهستان جوستان، کنارود، پایین طالقان و میان طالقان تشکیل شده است.

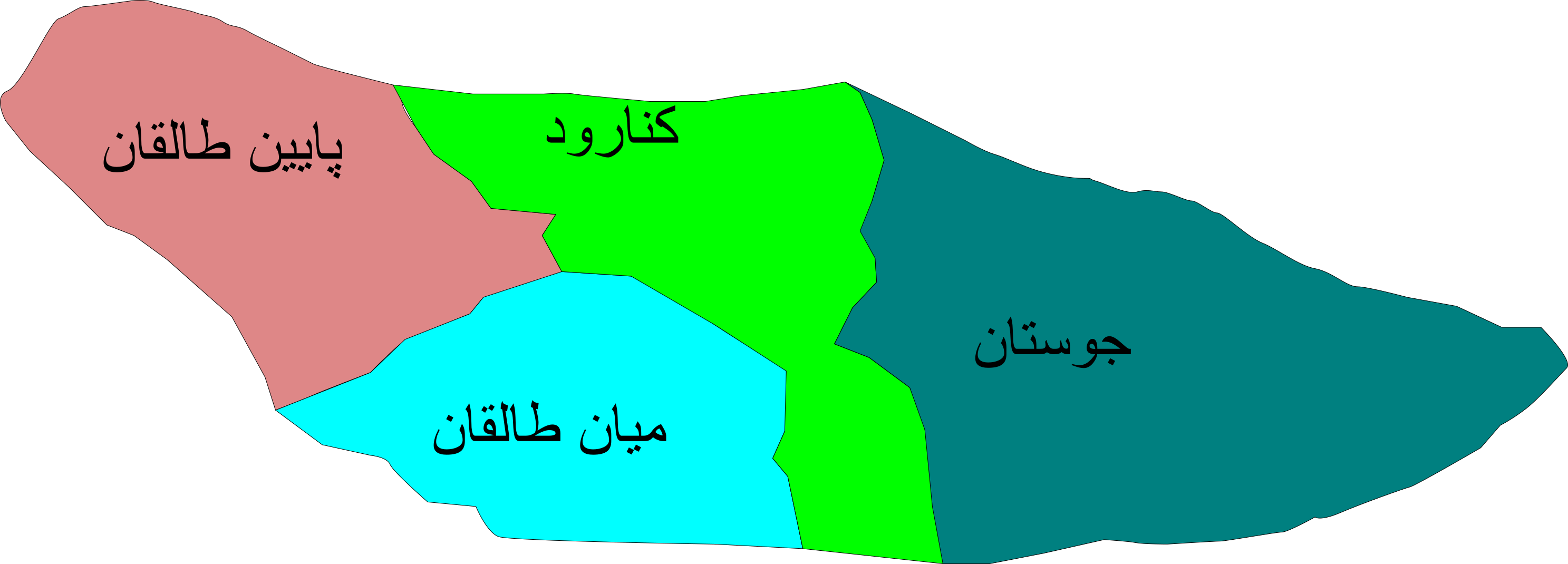
نقشه طالقان

## عوارض طبیعی

### شاه‌رود

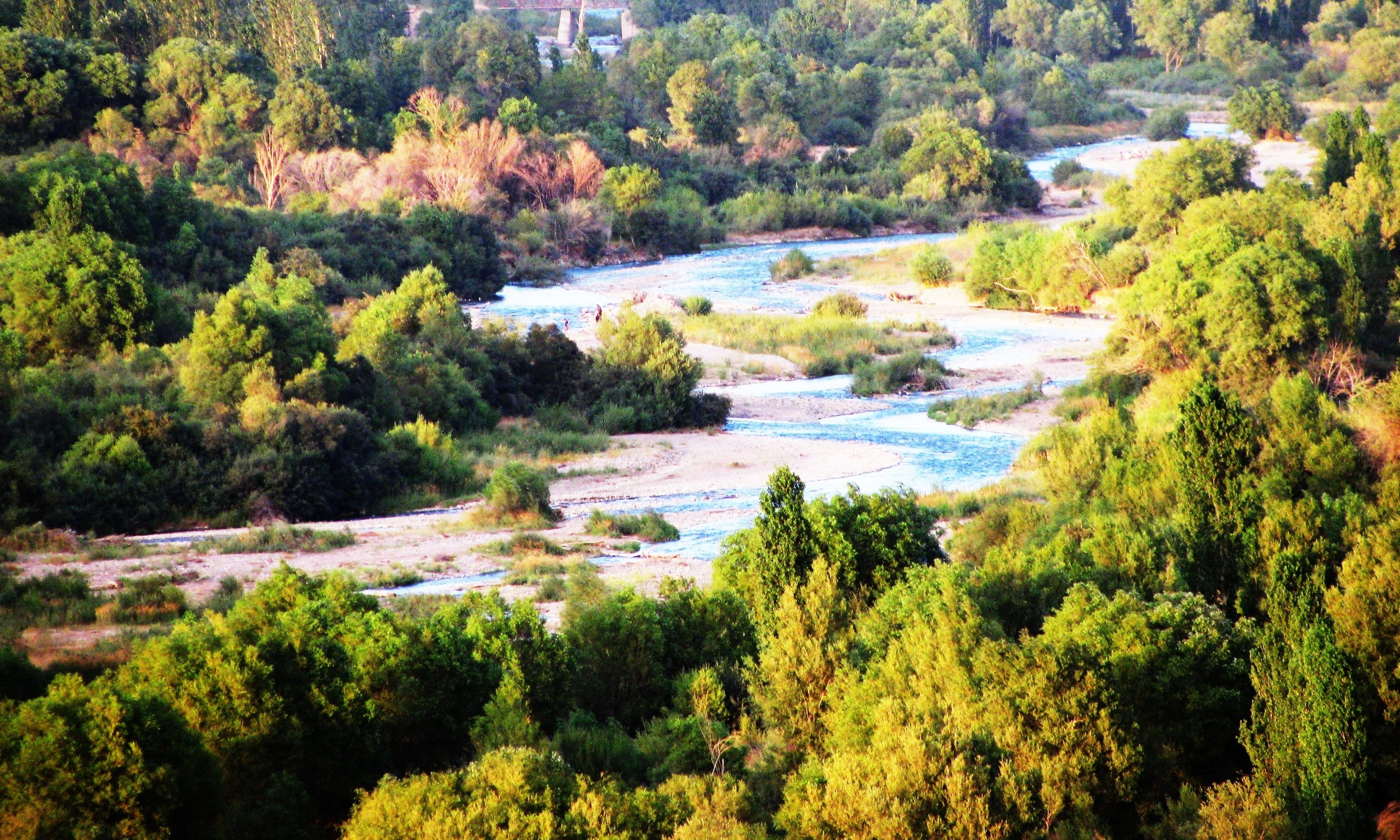
شاه‌رود طالقان

شاه‌رود رگ حیاتی این سرزمین دیر زمان است که از کوهپایه‌های شرقی آغاز و با طولی نزدیک به ۱۰۵ کیلومتر به غرب می‌رود. این شریان آبی بیش از ۱۵ رودخانه کوچک و بزرگ منطقه را که از چشمه سارها و برفاب‌ها سرچشمه می‌گیرند، همراه خود تا سپید رود می‌برد تا با آب‌های قزل اوزن آمیخته و راهی دریای خزر شود.
دو آبشار در روستاهای اوچان و جوستان و همچنین در هر کدام از روستاهای اورازان، کرکبود، آسکان، عسلک آبشارهایی جریان دارند، دو چشمه آب معدنی در روستاهای عسلک و لمبران (بنام سه کوچ) و یک چشمه آب معدنی شرب در جوستان قرار دارد که دو چشمه معدنی ذکر شده یکی از نقاط تفرجی طالقان محسوب می‌شود.

### کوه‌ها

#### شاه البرز

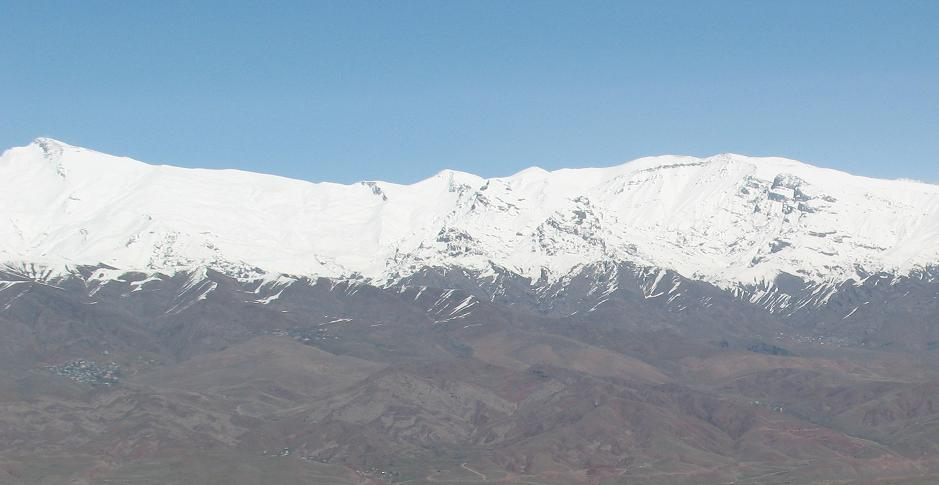
نمای رشته‌کوه شاه‌البرز از طالقان

شاه البرز، نام رشته‌کوه و قله‌ای است در رشته کوه البرز به ارتفاع حدود ۴۲۰۰ متر. این رشته‌کوه، مرز طبیعی استان‌های البرز و قزوین را تشکیل می‌دهد. دامنهٔ جنوبی آن به طالقان و دامنهٔ شمالی آن به درهٔ الموت از استان قزوین مشرف است.

#### مسیر علم کوه

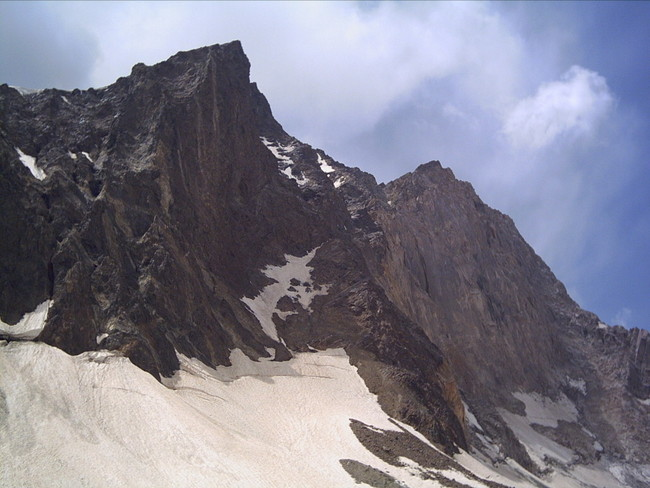
نمای علم‌کوه

از دیگر آثار طبیعی ارزشمندی که در طالقان مشاهد می‌شود می‌توان به کوه‌های بلند و صخره‌ای و یخچال‌های طبیعی در جنوب علم کوه نزدیک روستای پراچان اشاره کرد که هر ساله کوهنوردان بسیاری برای صعود به ارتفاعات به آن نواحی رهسپار می‌شوند.
علم کوه واقع در در منطقهٔ تخت سلیمان در استان مازندران، نام کوهی با ارتفاع قله‌ی ۴۸۵۰ متری بوده و از جبهه جنوبی مشرف به شهرستان طالقان است. قلّهٔ علم کوه پس از دماوند دومین قلهٔ مرتفع ایران به‌شمار می‌رود. بیشتر شهرت این قله به خاطر دیواره‌ای است که در دامنهٔ شمالی آن واقع است و دارای فنی‌ترین و سخت‌ترین مسیرهای سنگ‌نوردی و دیواره‌نوردی در ایران است. این دیواره در ایران، جایگاهی مانند کی۲ در جهان را داراست. روستای پراچان در طالقان نزدیکترین شهر طالقان به علم‌کوه است.

#### گسل طالقان

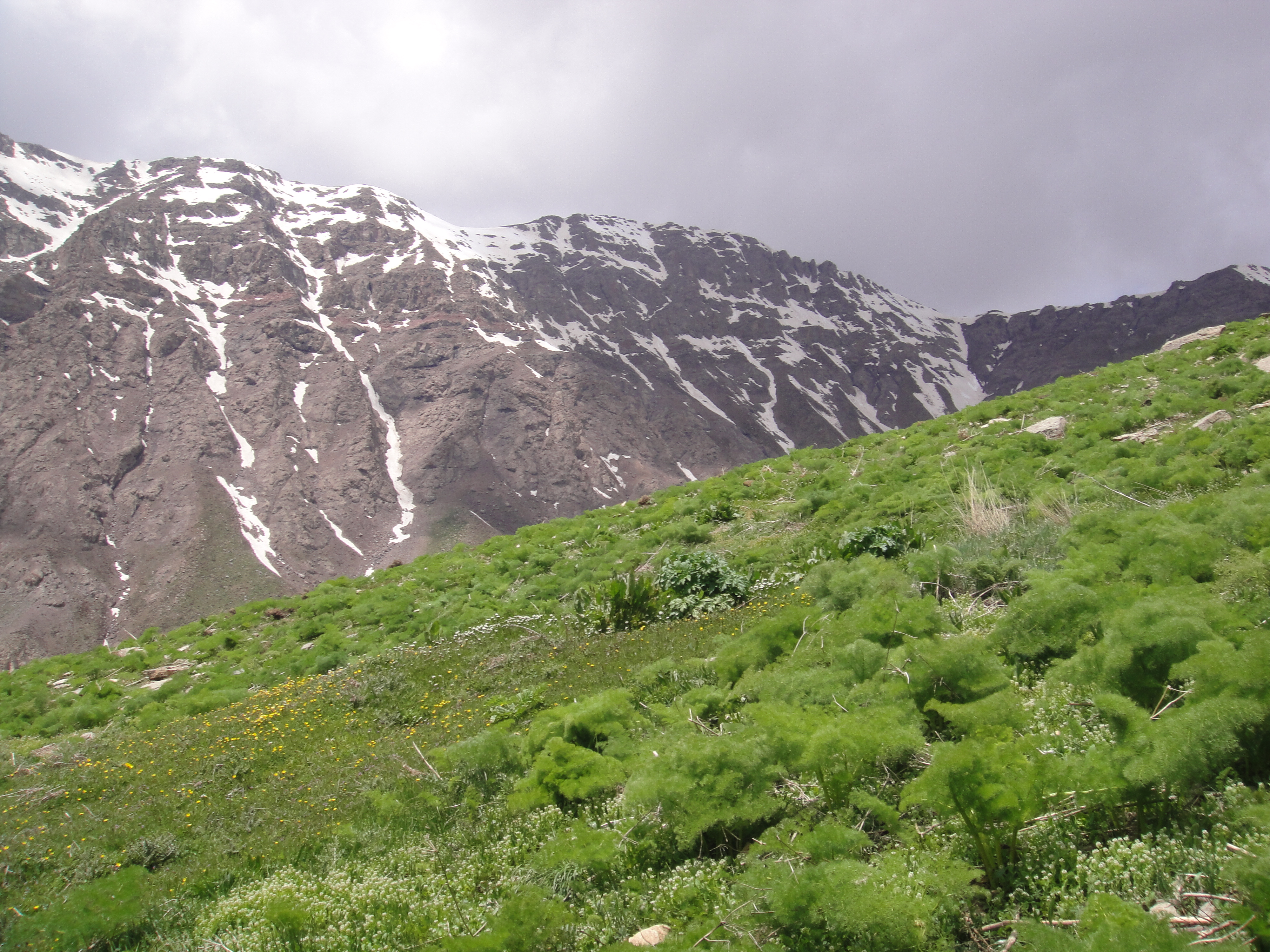
کوه‌های پایین طالقان

گسل طالقان در بخش جنوبی البرز مرکزی به طول تقریبی ۷۰ کیلومتر در دامنه جنوبی دره طالقان و دره آزاد بر، در فاصله ۵۰ کیلومتری تهران قرار دارد.
زمین لرزه ویرانگر ۷/۷ ریشتری سال ۹۵۸ میلادی که منجر به ویرانی گسترده نواحی ری و طالقان شد، به گسل طالقان نسبت داده شده است. همچنین زلزله‌های سال‌های ۱۴۲۸، ۱۶۰۸، ۱۸۰۸ و ۱۹۶۶ میلادی نیز به گسل طالقان نسبت داده شده‌اند.

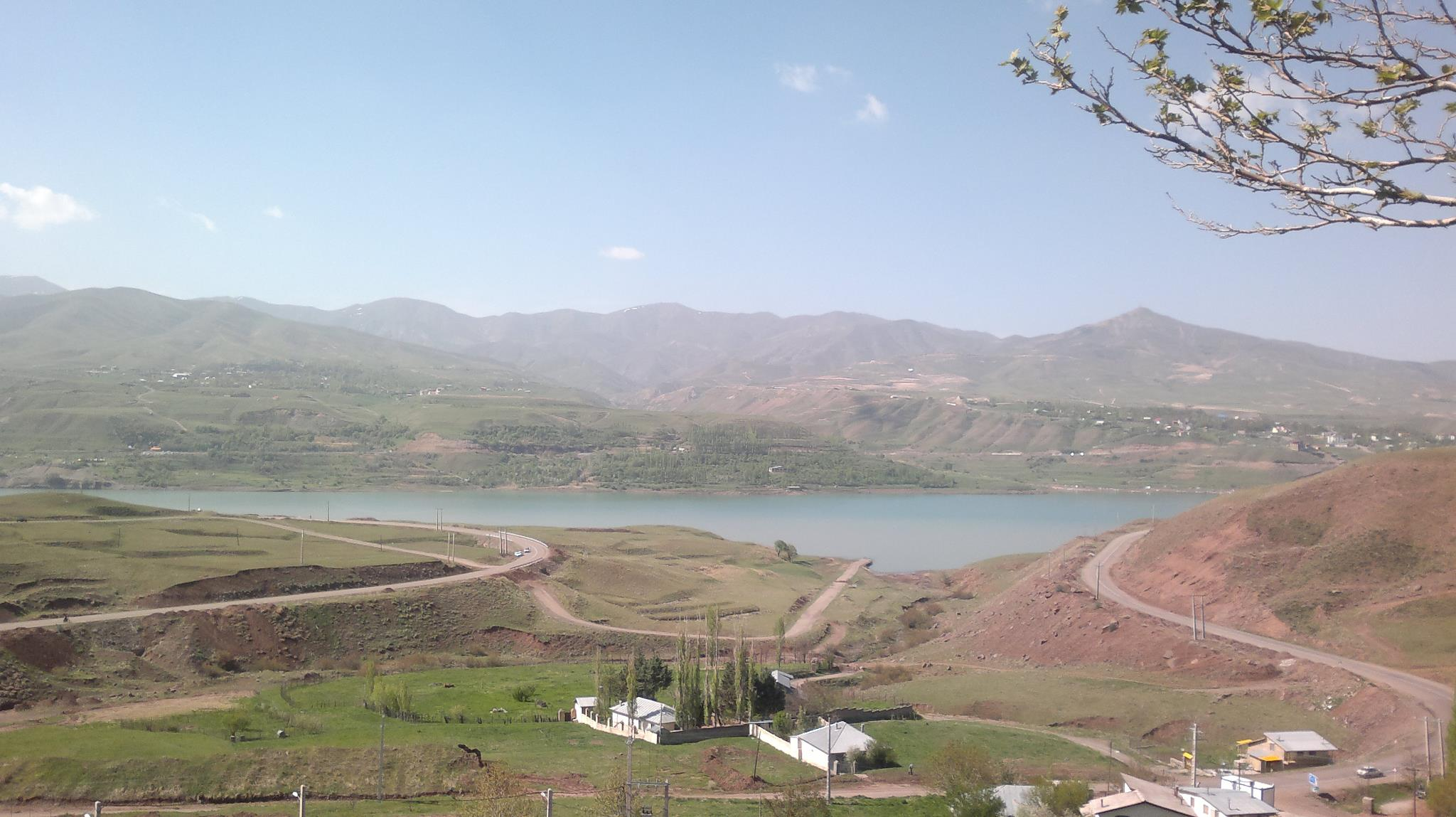
چشم‌انداز دریاچه سد طالقان از روستای آردکان

## مردم

### جمعیت
بنابر سرشماری مرکز آمار ایران، جمعیت شهرستان طالقان در سال ۱۳۸۵ برابر با ۲۵٬۷۸۱ نفر بوده است.
اما در سرشماری عمومی نفوس و مسکن سال ۱۳۹۰ به آمار قبلی حدود هزار نفر اضافه شد و به تعداد ۲۶۹۷۶ نفر رسید.
طالقان از حدود ۸۶ روستا تشکیل شده است. مساحت منطقه طالقان حدود ۱۲۰۰ کیلومتر مربع است و در ۳۶ درجه و ۱۲ دقیقه عرض شمالی و ۵۰ درجه و ۴۷ دقیقه طول شرقی، در شمال غرب شهر تهران قرار دارد.

### دین
آیین مردم طالقان تا قرن سوم هجری، دین زرتشتی بود. پس از آن پیرو زیدیه شدند ولی با روی‌کارآمدن صفویه از نفوذ آیین زیدیه کاسته شد و بیشتر مردم طالقان شیعه دوازده‌امامی شدند. گرچه تا قرن دهم هجری و مصادف با زمان سلطنت شاه تهماسب صفوی هم نشانه‌هایی از وجود زرتشتیان در طالقان گزارش شده است.

#### ریشه لغوی طالقان
دهخدا ریشه طالقان را تالکان دانسته، وی می‌نویسد: صاحب انجمن آرا و به تبعیت او مؤلف آنندراج، طالقان را معرب این کلمه دانسته‌اند: «تالکان و تلکان، نام دو ولایت است یکی در خراسان و دیگری در حوالی قزوین که نخست تلک؛ سنگی سفید و براق و معرب آن طلق، در آنجا یافته شد؛ بنابراین، این نام یافت و طالقان معرب آن است کذا فی القاموس». تالگان= طالقان: تات و تال نام ویس (طایفه و قوم) ایرانی ساکن در کرانه‌های دریای کاسپیان (مازندران) و کوهستان‌های پیرامونی ایران و جمهوری آذربایجان است و پسوند «گان» در پارسی بمعنای جا و سرزمین می‌باشد که در کنارهم به معنی سرزمین تال و تازی آن (معرب) طالقان شده است.

### زبان
طالقانی‌ها به زبان‌های فارسی، مازندرانی و تاتی طالقانی سخن می‌گویند. به عقیده برخی از صاحبنظران، زبان مردم طالقان به دو دسته مازندرانی و تاتی تقسیم می‌شود. روستاهایی که بین جوستان و کوه‌های کندوان قرار گرفته‌اند به زبان مازندرانی سخن می‌گویند. از جوستان به سمت باختر «تات» زبان اند. لهجه تاتی آن‌ها هم فارسی ولایتی است و چندان واژه‌های کهن را نگه نداشته‌اند.

## حیات وحش طالقان

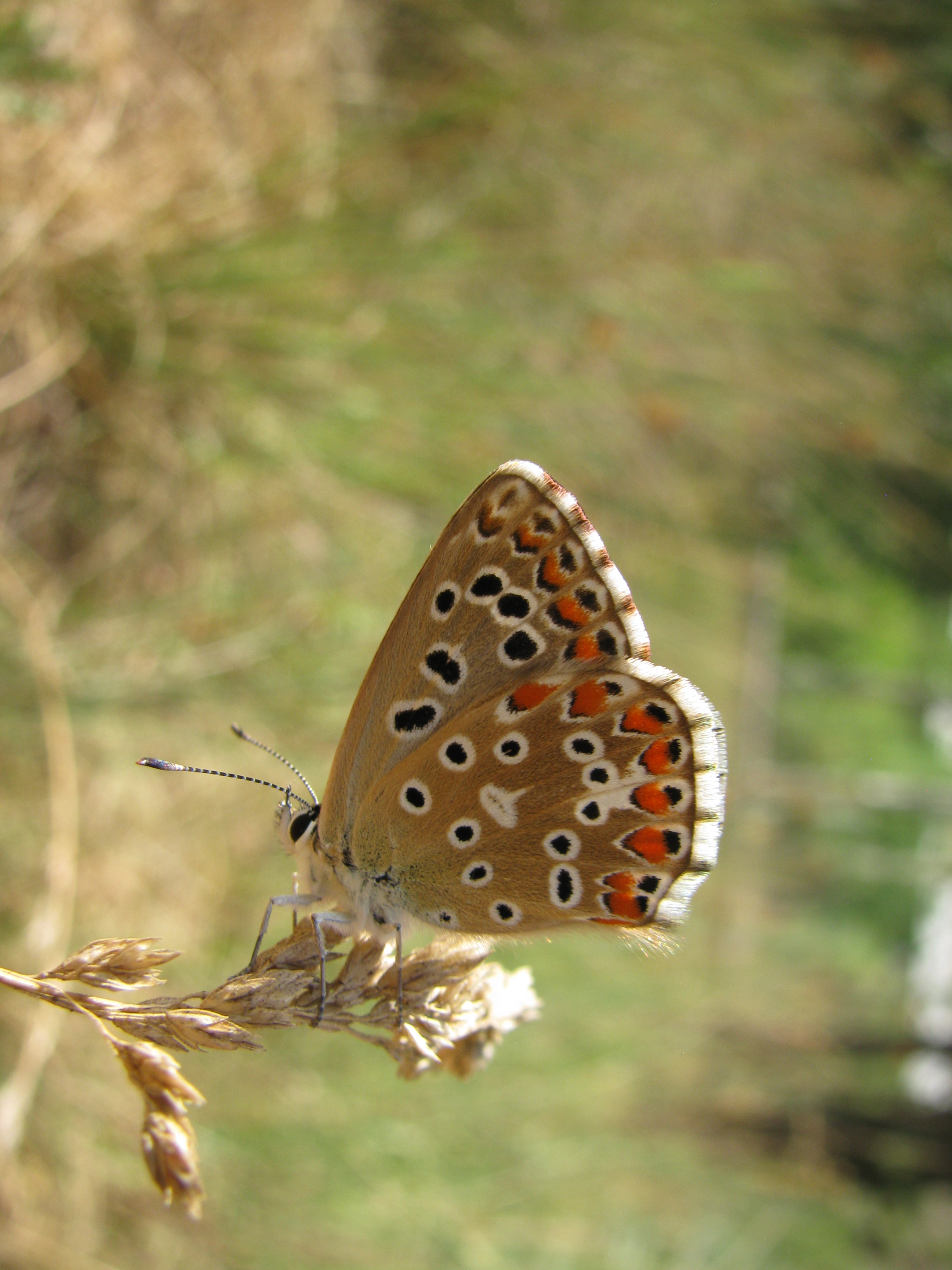
پروانه آرگوس قهوه‌ای شمالی در طالقان

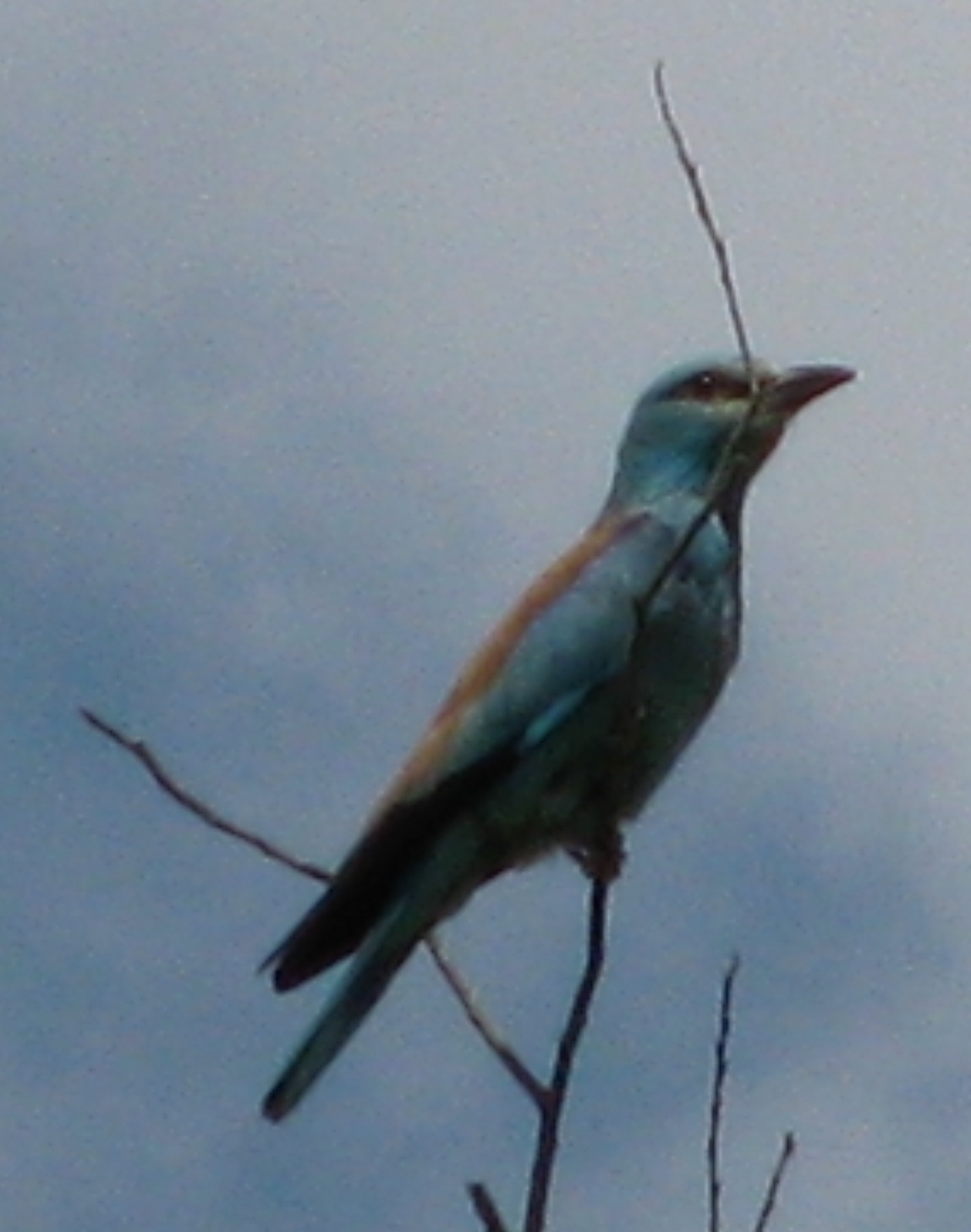
سبزقبا در طالقان

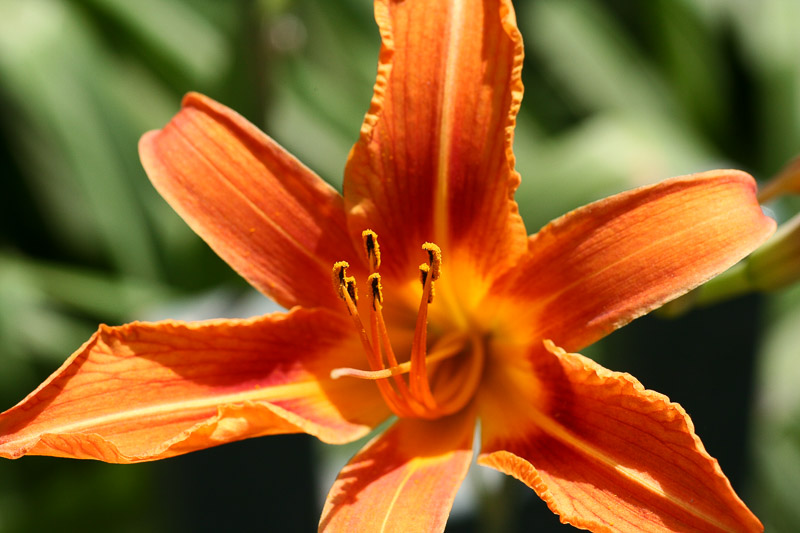
رویش گل‌ها در طالقان

گونه‌های جانوری در منطقه طالقان از جمله کل و بز وحشی، گربه وحشی، خرس، گراز و گرگ و انواع پرندگان است.
همچنین محیط‌بانان موفق به مشاهده و عکس‌برداری و فیلم‌برداری از دو پلنگ ایرانی نر و ماده در کوه‌های طالقان شده‌اند.

## طرح‌های توسعه

### سد مخزنی

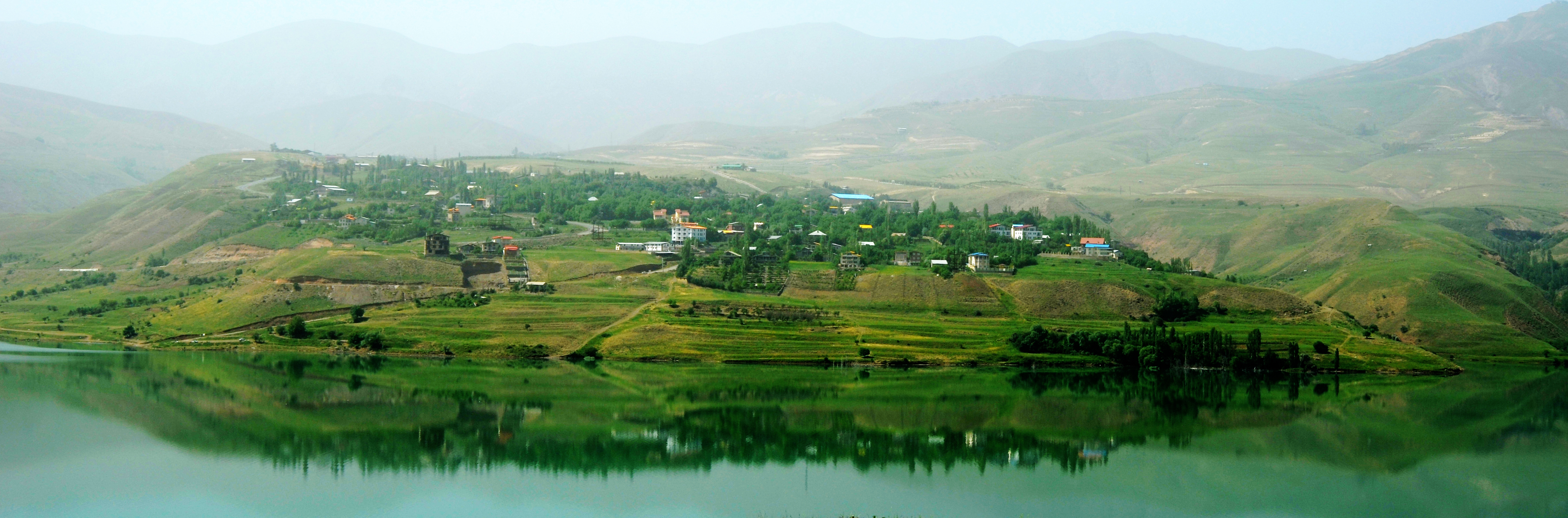
سراسرنمای دریاچه سد طالقان

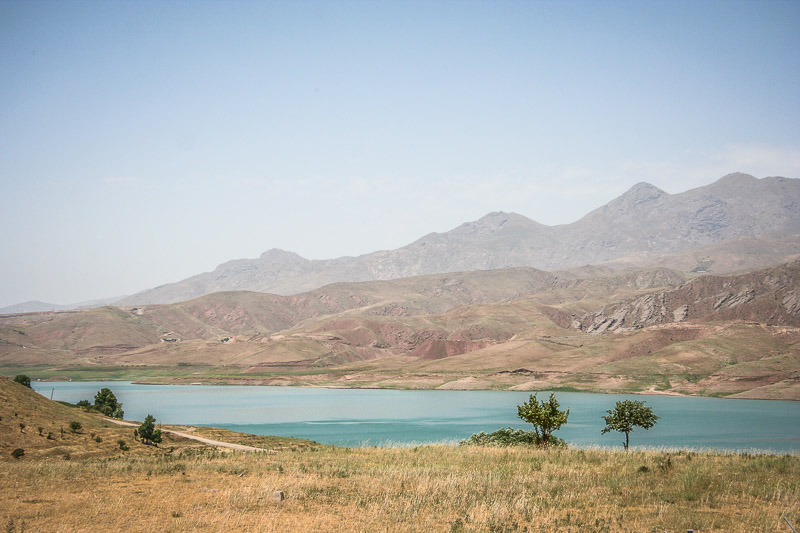
نمایی از دریاچه طالقان

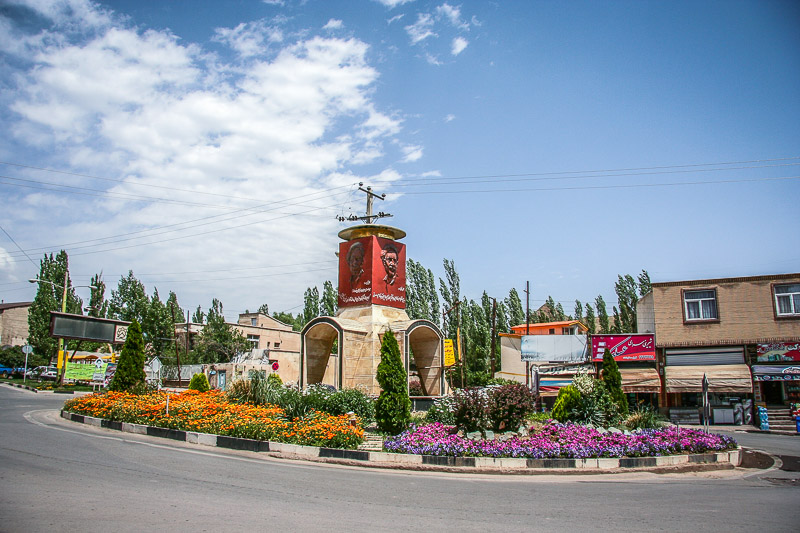
میدان معلم در طالقان

سد مخزنی طالقان که در تاریخ یکشنبه پنجم شهریورماه ۱۳۸۵ افتتاح شده است با ظرفیت ۴۲۰ میلیون متر مکعب که بر روی شاهرود ساخته شده، نقطه عطف مهمی در تاریخ، جغرافیا و محیط زیست منطقه محسوب می‌شود و تحولات و آثار عظیمی را از خود بر جای خواهد گذاشت.
نزدیک به ۹۰۰ لیتر بر ثانیه آب برای مصارف شرب شهر کرج از طریق انتقال ثقلی آب سد طالقان به تصفیه خانه محمودآباد کرج انجام می‌شود.
اما استفاده از آب سد طالقان برای آب شرب شهر طالقان هنوز محقق نشده است.
در سد طالقان ۱۰۰ میلیون مترمکعب حجم مرده است که نمی‌توان از آب آن استفاده کرد.

### جاده‌ها
طالقان از طریق دو جاده به آزادراه تهران کرج متصل می‌شود:
- جاده اول از نیروگاه شهید رجایی بعد از آبیک منشعب می‌شود.
- جاده دوم بین آبیک و قزوین از آزادراه منشعب شده از طریق روستاهای پایین طالقان به میان طالقان می‌رسد.
- چند سالی است که احداث مسیر کردان-طالقان که جمعاً ۳۰ کیلومتر طول دارد، آغاز شده است. احداث ۲۵ کیلومتر راه اصلی از سیبستان کردان تا ورکش طالقان به عهده وزارت راه و احداث ۶ کیلومتر بعدی از روستای ورکش تا شهر طالقان بر عهده شهرداری است.[۱۵] این جاده دارای تونلی به طول ۹۶۰ متر است.[۱۶] برای تکمیل این پروژه به ۷۰۰ میلیارد ریال اعتبار نیاز است.[۱۷]
- مسیرهای قدیمی به شرح زیر وجود دارد:[۱۸]

1. راه طالقان - قزوین: از طریق ناوه ـ قاضی کلایه ـ گزنه
2. راه طالقان - قزوین: از طریق کما کان ـ کلانک ـ فشکلدره
3. راه طالقان - قزوین: از طریق پرکه ئه رودبار محمد زمان خانی
4. راه طالقان - ساوجبلاغ: طریق فشندک ـ میناوند ـ گردنه تنگ دره ـ هیو ـ فشند
5. راه طالقان - براغان: از طریق گوران ـ گلیرد ـ گردنه مامشکه در ولیان ـ براغان
6. راه طالقان - لوراء از طریق جوستان ـ گته ده ـ آزاد بر
7. راه طالقان - کلاردشت: از طریق جوستان ـ ناریان ـ گردنه دریچه ـ دلیر
8. راه طالقان - چالوس: از طریق جوستان ـ ده در ـ گردنه ماس چال ـ انگران ـ دزدبن (دیزبن)
9. راه طالقان - چالوس: از طریق جوستان ـ آسکان ـ سیاه بیشه ـ گردنه چم ـ دزدبن (دیزبن)
10. راه طالقان - تنکابن: از طریق جوستان ـ مهران ـ گردنه صاد ـ آبگرم دهستان سه هزارـ درجان
11. راه طالقان - الموت: از طریق کولج ـ حسنجون ـ نگار چشمه ـ گردنه مالخانی ـ آوه ـ مدان ـ شهرک الموت
12. راه طالقان-جوستان: دیزان بطرف خیکان-پراچان-مسیر رودخانه پراچان تادوآب -دُمچه- گردنه حصار چال- میانرود -آبگرم حضرت سلیمان - روستای سه هزار -درجان - تنکابن

### تله‌کابین
طی طرحی قرار است تله‌کابینی با سه ایستگاه به طول ۱۲ کیلومتر در حاشیه دریاچه سد طالقان ساخته شود. مدت اجرای این طرح ۱۳ ماه در نظر گرفته شده است.
تله‌کابین از نظر زیست‌محیطی ممکن است طالقان را دچار مشکلاتی کند که ارزیابی این امر در حال بررسی است.

### دانشگاه‌ها
- دانشگاه پیام نور استان البرز واحد طالقان در حال حاضر فعالیت می‌کند.[۲۱]
- دانشگاه آزاد اسلامی در مقطع کاردانی و در دو رشته در واحد طالقان از سال ۱۳۹۰ آغاز به کار کرد.[۲۲]
- ساخت دانشگاه غیرانتفاعی شهید عراقی طالقان چندین سال است که آغاز شده است ولی فعلاً ساخت آن متوقف شده است.[۲۳]

### نیروگاه فتوولتائیک طالقان
نیروگاه فتوولتائیک طالقان در سال ۱۳۸۱ با ظرفیت ۳۰ کیلووات و قابلیت افزایش تا ۱۰۰ کیلووات به بهره‌برداری رسید و عمر مفید آن ۲۵ سال تخمین زده می‌شود. متوسط تعداد ساعات آفتابی سالیانه نیروگاه حدود ۲۷۰۰ ساعت است. هدف از اجرای این پروژه تولید انرژی الکتریکی و تزریق آن به شبکه سراسری و تأمین بخشی از نیاز کشور می‌باشد.

### انرژی زمین‌گرمایی
در طالقان با استفاده از ژئوترمال انرژی مورد نیاز برخی از خانوارها تأمین شده است.

### طرح‌های استانی
محمود احمدی‌نژاد طی سفری به شهرستان طالقان برای تأسیس بخشداری پایین طالقان قول مساعد داد. وی برای تسریع در اجرای پروژه گازرسانی شهرستان طالقان در ۲ فاز که در فاز اول آن در شهر طالقان و در فاز دوم در دو بخش مرکزی و بالای طالقان، دستور ویژه‌ای صادر کرد. دستور پیگیری ویژه احداث و تکمیل پروژه جاده جدید هشتگرد - طالقان و تنکابن، احداث دو استخر آب شرب برای روستاهای سوهان و کش و آسفالت تمام روستاهای بالای ۲۰ خانوار شهرستان طالقان تا پایان دولت دهم از جمله تصمیم‌های رئیس‌جمهور در روستای سوهان شهرستان طالقان در ۲۲ شهریور ۱۳۹۱ بود.

## آثار ملی و دیدنی‌ها

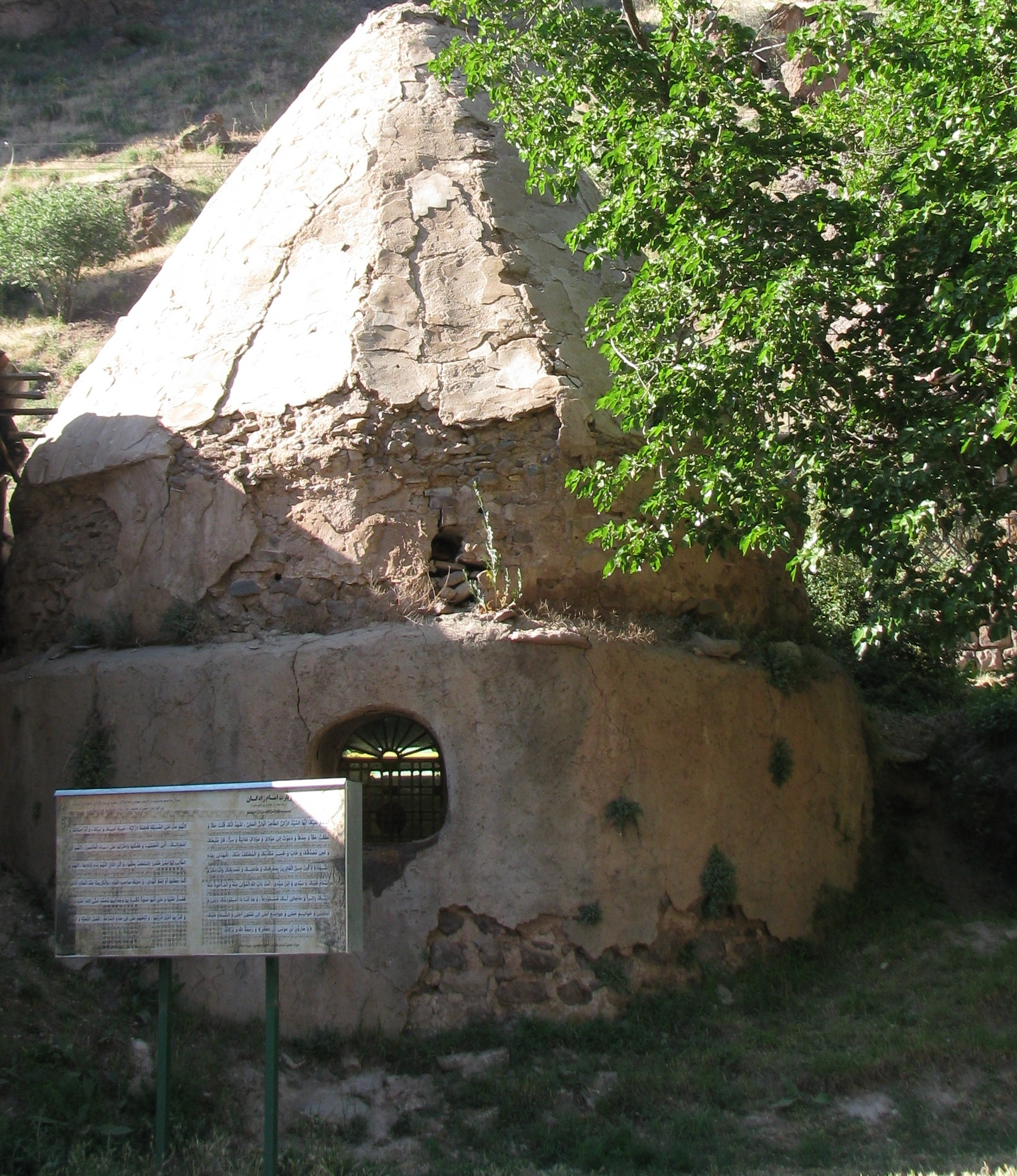
آرامگاه امامزاده هارون در شهرستان طالقان

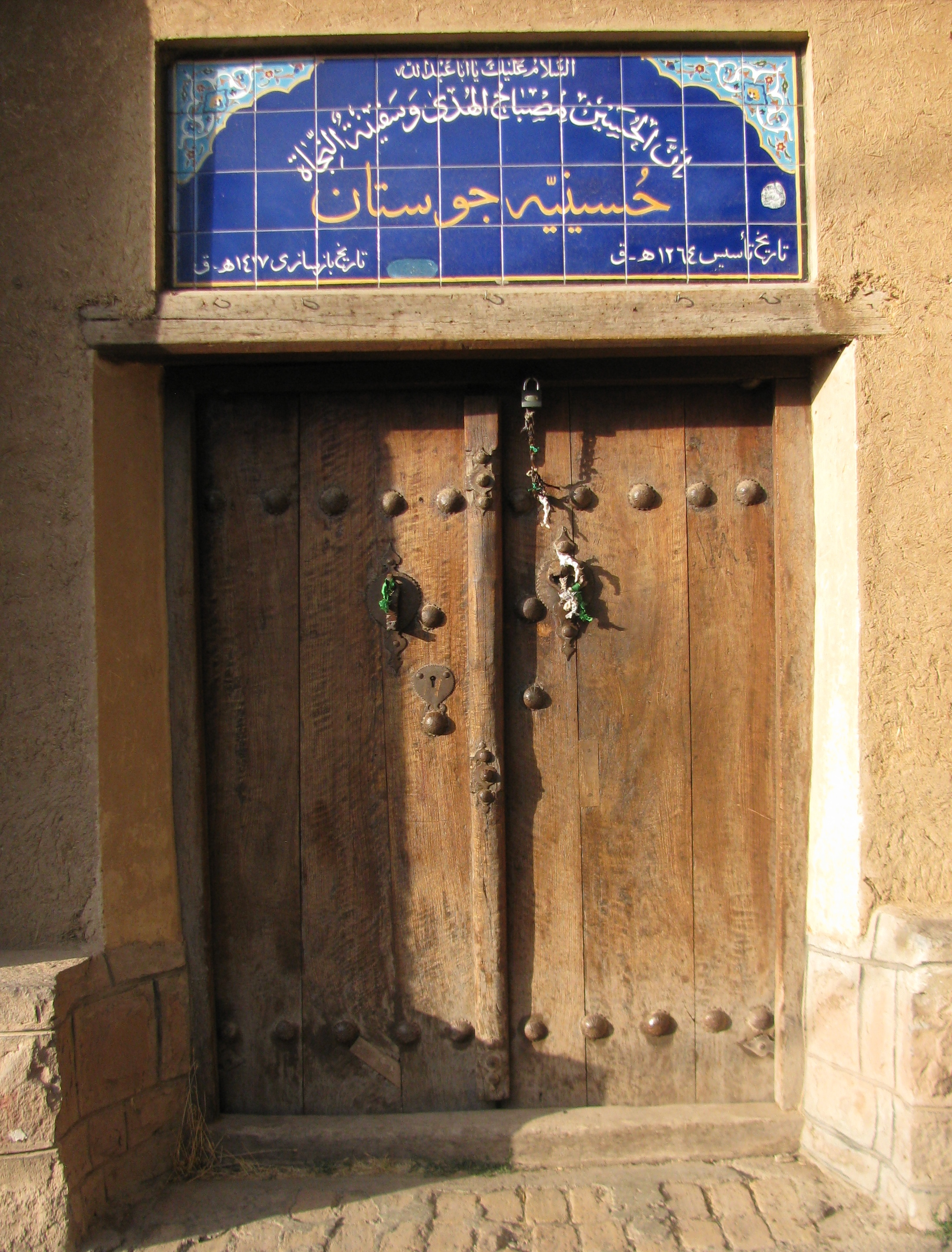
تکیه روستای جوستان

- سنگ‌نوشته گردنه عسلک
- تکیه روستای جوستان
- خانه محمود طالقانی

### محوطه‌های باستانی
- محوطه ۱ شکار چر
- محوطه آردکان تپه
- محوطه لمبران
- محوطه مرجان
- محوطه واگین سو
- محوطه زرده گهره و پنجعلی تپه
- محوطه مرغ استل
- محوطه سنقر کلایه
- محوطه تکیدر
- محوطه روناسر
- محوطه خرماله کول
- محوطه کوشک سر
- محوطه قزوین دشت
- محوطه ارچیلان
- محوطه جیر ارژنگ
- محوطه هورسی بند شهرک
- محوطه خانه مالان

### تپه‌ها
- تپه قلعه فالیس
- تپه دره میر آش
- تپه شاه کوه
- تپه قلعه سر
- تپه قلعه دیو
- تپه قلعه قلدوش (قله دوش)

### حمام‌ها
- حمام شهرک طالقان
- حمام روستای نویزک
- حمام روستای بزج
- حمام روستای فشندک
- حمام روستای میر
- حمام روستای کلانک
- حمام روستای سنگ بن طالقان

### غارها
- غار پنجعلی
- غار وی یا
- غار زالن گاه
- غار بادامستان

### قلعه‌ها
ارژنگ قلعه در میناوند، قلعه منصور و قلعه کیقباد در شمال هرنج، قلعه دختر در گته ده، قلعه پراچان و قلعه فالیس قلعه‌های موجود در طالقان هستند.
- قلعه منصور طالقان
- قلعه کیقباد
- ارژنگ قلعه
- قلعه کیقباد هرنج
- قلعه پراچان
- قلعه سگران
- قلعه نوده (قلعه کیان خاتون)
- قلعه ارژنگ

در بخش نسخهٔ فتح‌نامهٔ الموت در تاریخ جهانگشای عطاملک جوینی چگونگی تسخیر قلعه‌های منصوریه و اله‌نشین در سال ۶۵۴ هجری قمری چنین توصیف می‌شود:
تیراندازانی که سهم خدنگ هر یک قوس را وبال تیر کند … از راه طالقان … روان شد … و چون آن روز در ناحیت طالقان مواکب پادشاه جهان نزول نمود و قلاع آن ناحیت را چون اله‌نشین و منصوریه و چند قلعهٔ دیگر را که بود به لشکرهای کرمان و یزد محاصره فرمود و دست آن قوم به لشکر مغول معوّل بر ایشان قوی گردانید و روز دیگر … از آنجا بر راه هزارچم … اجتیاز فرمود …

### امام‌زاده‌ها و آرامگاه‌ها
- امامزاده هارون
- امامزاده یوسف
- امامزاده موسی و سلیم
- امامزادگان سیدعلاءالدین وشرف الدین
- امامزاده قاضی - امامزاده قاضی میر سعید
- امامزاده زید و ابراهیم
- امامزاده حمزه و عبدا...
- امامزاده سید ضیاء الدین
- آرامگاه شیخ (پیر) حسین الهی
- آرامگاه پیر وشته (پیر نمیر)
- آرامگاه پیر کشی
- آرامگاه پیر جمشید
- امامزاده زکریا
- بقعه علی بن صالح (شیخ ابری)[۲۸] در اوانک که بر این باور بود که ابر او را از چین به طالقان آورده است.[۲۹]

### گورستانها
| - گورستان روستای گته ده | - گورستان گبری |  |

## کتاب‌نامه
برخی از کتاب‌هایی که دربارهٔ تاریخ، جغرافی، زبان، فرهنگ و چهره‌های طالقان هستند عبارتند از:
- جغرافی طالقان، اعتماد السلطنه ۱۳۰۱ قمری[۳۱]
- اورازان، جلال آل احمد، ۱۳۳۳، ۱۳۴۹، ۱۳۸۲
- اورازان، سیدجلال آل‌احمد، شمس آل‌احمد، منوچهر علی‌پور، ۱۳۷۸
- اورازان: وضع محل - آداب و رسوم - فلکلور - لهجه، سیدجلال آل‌احمد، ۱۳۸۹
- تاریخ طالقان، حسین غفاری، ۱۳۴۰
- فشندک، هوشنگ پورکریم، ۱۳۴۱
- فشندک به ضمیمه جغرافیای طالقان، محمدحسن‌خان صنیع‌الدوله، ۱۳۴۱
- جغرافیای طالقان، محمدحسن مقدم اعتماد السلطنه، مؤسسه مطالعات و تحقیقات آسیائی، دانشکده ادبیات، ۱۳۴۱
- تاریخ و جغرافیای طالقان و سازمان‌های اداری و اجتماعی حکومتهای محلی شمال ایران، محمدتقی میرابوالقاسمی، ۱۳۴۸
- تاریخ و جغرافیای طالقان، محمدتقی میرابوالقاسمی، ۱۳۷۳
- آشنایی با مشاهیر طالقان، اسماعیل یعقوبی (طالقانی)، ۱۳۷۵
- زیدشت دروازه طالقان، مصطفی حداد، ۱۳۷۷
- کهن واژه‌های وطنم، مصطفی حداد
- تاریخچه روستای میر طالقان، بهمن خستو، ۱۳۷۸
- باغ دل (دیوان تات طالقانی)، محب‌الله گلبابایی، ۱۳۷۸
- باب‌المرادی در دارالامان، ابوالقاسم امیرخانی، ۱۳۷۸
- خچیره: افاده‌ای در طالقان، رضا یادگاری، ۱۳۷۹
- طالقان سرزمین من، محمدعلی منوچهری، ۱۳۸۰
- گنج نامهٔ ولایت بیه پیش: گفتارهائی دربارهٔ گیلان خاوری، مازندران باختری، طالقان و الموت، علی بالائی لنگرودی، ۱۳۸۰–۱۳۸۹
- امیر خستگی‌ناپذیر: زندگینامه سرلشکر شهید ولی‌الله فلاحی، ۱۳۸۰
- تحقیقات مرتع و بیابان ایران (۵)، بهرام پیمانی‌فرد، مهدی فرح‌پور، مصطفی اسدی، یدالله گالشی، عباسعلی سندگل، فرهنگ قصریانی، حسین ارزانی، حسین حیدری، مجتبی پاک‌پرور، علیرضا موسوی، ۱۳۸۰
- مجالس تعزیه، حسن صالحی‌راد، ۱۳۸۰
- گلیرد، محمدتقی میرابوالقاسمی، ۱۳۸۱
- آیت‌الله طالقانی، علی‌اصغر جعفریان، ۱۳۸۲
- زندگی‌نامه امام زاده هارون علیه السلام برادر بزرگوار امام رضا علیه السلام در جوستان طالقان، بهروز محمدبیگی، ۱۳۸۲
- ارمغان اندیشه، هادی عمویی، مهران عمویی، ۱۳۸۳
- آثار تاریخی طالقان، جغرافیای تاریخی و معرفی محوطه‌های باستانی و بناهای تاریخی – فرهنگی، ناصر پازوکی طرودی، ۱۳۸۳
- طالقان در باستان: آشنایی با اماکن باستانی طالقان، بهروز محمدبیگی، ۱۳۸۳–۱۳۸۹
- جاذبه‌های کوهپیمایی استان تهران، علی مقیم، ۱۳۸۴
- بهشت کوچک ما، داود بختیاری‌دانشور، فهیمه روح‌اللهی، ۱۳۸۵
- نگاهی به جغرافیای طالقان، مهناز حدادی، ۱۳۸۶
- تاریخ اسلام در نواحی شمالی ایران: استانهای (گلستان، مازندران، گیلان، و مناطق رویان، الموت، طالقان و …) از قرن دوم تا قرن دوازدهم هجری، محمدمهدی شجاع شفیعی، ۱۳۸۶
- ماندگار: مجموعه‌ای از آداب و سنن روستای سوهان (طالقان)، شهرام الهوئی، ۱۳۸۷
- پژوهشنامه: آشنایی با فرهنگ و تاریخ و مفاخر طالقان، سیدمحمدحسین میرابوالقاسمی، ۱۳۸۷
- گاهشماری در بالا طالقان: یادنامهٔ عاشورا قدیم مهران، علی بالائی لنگرودی، ۱۳۸۸
- نگاهی به جغرافیای طالقان با تأکید بر جغرافیای طبیعی، تاریخی، انسانی، اقتصادی و گردشگری، مهناز حدادی، ۱۳۸۸
- بازی‌های محلی طالقان، فرشید محمدی، ۱۳۸۸
- خورشید اورازان: سیری در احوالات و کرامات سیدالعارفین و زبدةالسالکین سیدمرتضی اورازانی، مرتضی دهقان‌آزاد، ۱۳۸۸
- تک درختی در کویر: روایتی داستانی از زندگی آیت‌الله سیدمحمود طالقانی، زهرا حیدری، محمدمهدی عقابی، ۱۳۸۸
- زندگینامه سیاسی آیت‌الله طالقانی، علیرضا ملائی توانی، ۱۳۸۸
- زندگی و مبارزات آیت‌الله طالقانی، حشمت الله عزیزی، ۱۳۸۸
- طالقان در باستان: آشنایی با اماکن باستانی طالقان، بهروز محمدبیگی، ۱۳۸۹
- روستای ایستا: پژوهشی دربارهٔ اهل توقف در طالقان، حسین عسگری، ۱۳۸۹
- گویش و فرهنگ طالقان، کامران فلاحی، فریبرز صادقیان، ۱۳۹۰
- قصه‌های پدربزرگ: افسانه‌های طالقان، مهناز حدادی، شقایق چرخنده، ۱۳۹۰
- زبان تاتی و گویش طالقانی آن، محمد داودی، محمدعلی منوچهری، جهاندوست سبزعلی پور، ۱۳۹۰
- مرقع خجسته: شاهکار درویش عبدالمجید طالقانی، خطاط: عبدالمجید طالقانی، مقدمه: غلامرضا مشعشعی، ۱۳۹۰
- احوال و آثار درویش عبدالمجید طالقانی استاد بزرگ خط شکسته و شاعر قرن ۱۲ هجری قمری؛ به انضمام فهرست شکسته نویسان، غلامرضا مشعشعی، ۱۳۹۱
- طالقان اوانک از دیروز تا امروز، ایرج فرزدی، بابک حقیقی، ۱۳۹۱
- دو برادر، خاطرات محمد حسین دانایی، انتشارات اطلاعات، تهران، چاپ اول، ۱۳۹۲ و چاپ دوم، ۱۳۹۳